# 阿里什 (马尔库-迪卡纳韦塞什)
阿里什 (马尔库-迪卡纳韦塞什)是葡萄牙波尔图区的一个堂区。总面积4.07平方公里，总人口1772人，人口密度435.4人/平方公里。